# Ruská řeckokatolická církev
Ruská řeckokatolická církev je jedna z východních katolických církví, která používá byzantský ritus. Je ve společenství s Římskokatolickou církví a je podřízena papeži v Římě. Liturgickým jazykem církve je ruština.

## Historie
V roce 1905 car Mikuláš II. zmírnil náboženské zákony, takže mohly v Rusku vzniknout malé obce katolíků podle byzantského ritu. V roce 1917 byl pro ruskou řeckokatolickou církev vytvořen apoštolský exarchát. Po likvidaci řeckých katolíků v Rusku za vlády bolševiků byl v roce 1928 v Číně vytvořen nový exarchát pro ruské řecké katolíky, kteří utekli před domácím režimem. V roce 1929 byl v Římě založen kněžský seminář Russicum, který pod dohledem jezuitů vzdělává kněží a vysílá misionáře.

## Současnost
Ruský a čínský exarchát nemá v čele biskupa. V roce 2004 byl za ordináře pro řecké katolíky v Rusku jmenován římskokatolický biskup Joseph Werth, SJ (jezuita),nar.1952, od r.2002 římskokatolický biskup diecéze v Novosibirsku. Mimo Rusko existuje několik komunit ruských řeckých katolíků též v USA, Argentině, Francii, Německu a jinde a spadají pod pravomoc místních římskokatolických biskupů.

## Přehled komunit
- Apoštolský exarchát v Rusku:
  - Moskva
  - Petrohrad
  - Sargatskoje
  - Nižněvartovsk
- Apoštolský exarchát Charbin

- USA (věřící podřízeni latinským ordinářům)
  - New York
  - San Francisco
  - Denver
  - El Segundo

- Francie (věřící podřízeni latinským ordinářům)
  - Paříž
  - Meudon
  - Lyon

- Itálie (věřící podřízeni latinským ordinářům)
  - Řím
  - Milán

- Německo (věřící podřízeni latinským ordinářům)
  - Berlín
  - Mnichov

- Další země (věřící podřízeni latinským ordinářům)
  - Dublin, Irsko
  - Melbourne, Austrálie
  - Brazílie
  - Buenos Aires, Argentina
  - Singapur